# Al·lantoïna (mineral)
L'al·lantoïna és un mineral de la classe dels minerals orgànics. El nom del mineral és el mateix que el nom del compost químic: al·lantoïna. La substància química va ser nomenada l'any 1821 pel químic francès Jean Louis Lassaigne, que la va trobar al fluid de l'al·lantoides, una estructura extraembrionària.

## Característiques
L'al·lantoïna és un compost orgànic de fórmula química C₄H₆N₄O₃. Es tracta d'una espècie aprovada per l'Associació Mineralògica Internacional, i publicada per primera vegada el 2021. Cristal·litza en el sistema monoclínic. La seva duresa a l'escala de Mohs és 1,5.
L'exemplar que va servir per a determinar l'espècie, el que es coneix com a material tipus, es troba conservat a les col·leccions mineralògiques del Museu d'Història Natural del Comtat de Los Angeles, a Los Angeles (Califòrnia) amb el número de catàleg: 74491.

## Formació i jaciments
Va ser descoberta a la Mina Rowley, situada a la localitat de Theba, dins el districte miner de Painted Rock del comtat de Maricopa (Arizona, Estats Units), on es va trobar en forma de cristalls no maclats de fins a 0,3 mm de mida, associada a altres minerals com la urea, la natrosulfatourea	i l'aftitalita. Aquest indret és l'únic a tot el planeta on ha estat descrita aquesta espècie mineral.